# Anopheles atroparvus
Anopheles atroparvus este o specie de țânțari din genul Anopheles, descrisă de Thiel în anul 1927. Conform Catalogue of Life specia Anopheles atroparvus nu are subspecii cunoscute.